# Marsa Ben M'Hidi (distrito)
é um distrito localizado na província de Tremecém, no noroeste da Argélia. Em 2008, sua população era de 11 905 habitantes.